# Acanthamoeba
Acanthamoeba é um gênero de ameboides, e um dos mais comuns protozoários encontrado em todos ambientes, principalmente em água doce e na terra úmida. As células são pequenas, entre 15 e 35 μm de diâmetro, e as formas variam do triangular a oval quando se movimentam. Muitas espécies são de vida livre e se alimentam de bactérias e outros protozoários, mas algumas podem causar infecções em humanos e outros animais. Existem em todos os continentes habitados, e diversas espécies podem causar doenças.

## Reprodução
Possuem duas formas cistos (forma de resistência) e trofozoítos (forma reprodutiva) e se reproduzem por mitose, podem ser encontrados em solo, ar, água salgada, poeira e principalmente em rios, lagos, piscinas e água parada. São resistentes a cloro e sódio, podendo ser encontradas no mar. Não requerem um hospedeiro em seu ciclo vital (por isso são considerados de "vida livre") e as infecções são acidentais. 

## Transmissão
Quando os trofozoítos entram em contato com a córnea, mesmo em indivíduos saudáveis, podem causar queratite severa que pode ser dolorosa. Quando entram na corrente sanguínea pelo sistema respiratório (começando por boca ou nariz) ou através de ferida na pele, podem atravessar a barreira hematoencefálica e invadir o sistema nervoso central causando encefalite amebiana granulomatosa ou infecção disseminada em indivíduos com o sistema imunológico comprometido.

## Patologias
Podem causar três doenças:

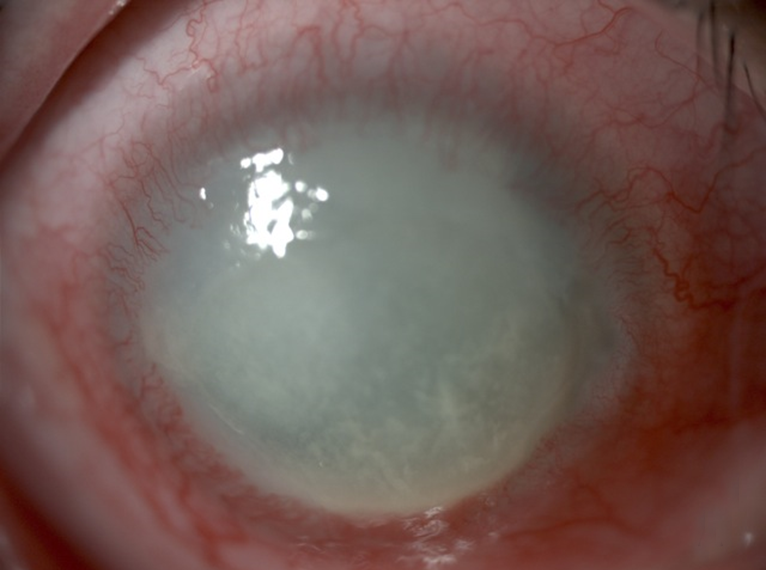
Queratite por Acanthamoeba com fusão da córnea e revascularização.

- Ceratite/queratite: Infecção da córnea, a camada mais externa do olho, frequentemente associado a usar lentes de contato, nadar ou coçar o olho com a mão suja. Causa sensibilidade a luz, dor, lacrimejamento e irritação da córnea.
- Encefalite Amebiana Primária ou encefalomeningite amebiana granulomatosa: Infecção do sistema nervoso central ou/e das meninges, potencialmente fatal, geralmente em imunodeprimidos.
- Sepse: Uma infecção disseminada que ocorre quando as amebas entram em sangue e se espalham por pulmões, pele, senos nasais, cérebro e fígado. Geralmente só ocorre em imunodeprimidos.

## Diagnóstico
Geralmente envolve buscar a Acanthamoeba ao microscópio. Na queratite pode-se fazer raspado corneal ou buscá-lo nas lentes de contato. O ágar não nutriente é o mais utilizado para evitar proliferação bacteriana. Uma camada de Escherichia coli mortas serve de substrato para a proliferação do parasita. Com a incubação a 32ºC geralmente é visível em 48h, mas pode demorar duas semanas dependendo da espécie. 
Opções mais rápidas para os casos disseminados incluem imunofluorescência e PCR (77% de sensibilidade).

## Espécies patogênicas
Espécies que causam ceratite
- A. culbertsoni (mais patogênico),
- A. poliphaga,
- A. castellani,
- A. rhysodes,
- A. hatchetti,
- A. astronyxis,
- A. quina
- A. lugdunensis.

Espécies que causam encefalite ou sepse
- Acanthamoeba castellanii,
- Acanthamoeba polyphaga,
- Acanthamoeba culbertsoni,
- Acanthamoeba palestinensis,
- Acanthamoeba astronyxis,
- Acanthamoeba hatchetti,
- Acanthamoeba rhysodes,
- Acanthamoeba divionensis,
- Acanthamoeba healyi,
- Acanthamoeba griffini.

## Tratamento
Para a queratite pode-se usar antifúngicos tópicos como miconazol a 1% ou clotrimazol 1-2% ou antifúngicos sistêmicos como cetoconazol e itraconazol associado ao debridamento da lesão. O primeiro tratamento era com isotionato de propamidina, mas a polihexametilbiguanida (PHMB) a 0,02%, um desinfetante catiônico é menos tóxico e tem bons índices de cura contra maior número de cepas. Outra opção é começar com neomicina a 1% a cada três horas no primeiro dia, associado com tratamento tópico que deve continuar até a cura.